# 14845 Hegel
14845 Hegel este o planetă minoră (asteroid), cu un diametru de 13,908 km, din centura de asteroizi. A fost descoperită pe 3 noiembrie 1988 la Thüringer Landessternwarte Tautenburg⁠(d) de Freimut Börngen și a fost numită după Georg Wilhelm Friedrich Hegel. 
Obiectul prezintă o orbită caracterizată de o semiaxă mare de 3,9484471 UAi, o excentricitate de 0,24, o înclinație de 4,90213 ° în raport cu ecliptica.